# 2MASS J1951-3510
2MASS J1951-3510 is een rode dwerg met een spectraalklasse van M4.V. De ster bevindt zich 38,24 lichtjaar van de zon.